# 梅德福德 (印地安納州)
梅德福德（英語：Medford）是位於美國印地安納州特拉華縣的一個非建制地區。該地的面積和人口皆未知。

## 地理
梅德福德的座標為40°07′14″N 85°15′19″W / 40.12056°N 85.25528°W，而該地的平均海拔高度為312米（即1024英尺）。